# エディオンWEST
株式会社エディオンWEST（エディオンウエスト、英: EDION WEST Corporation）は、かつて存在した近畿地方以西の西日本を基盤とする日本の家電量販店チェーンの運営会社である。エディオングループの傘下会社の一つ。
2010年10月1日付で株式会社エディオンに吸収合併され、現在は株式会社エディオン WESTカンパニー（エディオン ウエストカンパニー）となっている。

## 概要
中国・四国・九州地方で「デオデオ」、近畿地方で「ミドリ電化」の両ブランドで家電量販店を展開していた。本社はエディオン本社と同じ大阪市北区に、本店は広島県広島市中区（デオデオ本店）に所在した。2012年10月1日を以って全店舗が「エディオン」に改称された。
エディオングループ内の事業再編の中で、西日本での事業拡大、組織機能の強化と効率化、経営資源の有効活用の3つを柱とした経営効率の向上を目的として、デオデオとミドリ電化を統合し誕生した。具体的には株式会社デオデオが株式会社ミドリ電化を吸収合併し、株式会社デオデオの商号を株式会社エディオンWESTに変更した。
カンパニー制を導入し、中国・四国・九州地方を担当するデオデオカンパニーと、近畿地方を担当するミドリ電化カンパニーを設置。両カンパニーの社長（代表取締役）には、旧2社それぞれの社長が就任していたが、2010年4月1日にカンパニー制を廃止し、2つあった営業統括本部を1つの営業本部に統合した。

## 沿革
経営統合前に関しては、デオデオ#沿革、ミドリ電化#沿革を参照のこと。
- 2009年10月1日 - 株式会社デオデオが株式会社ミドリ電化を吸収合併し、商号を株式会社エディオンWESTに変更。本社を大阪の株式会社エディオン本社所在地に移す[1]。
- 2010年4月1日 - カンパニー制を廃止。中四国九州営業統括本部、近畿営業統括本部を営業本部として統合[2]。